# Scytodes zamorano
Scytodes zamorano là một loài nhện trong họ Scytodidae.
Loài này thuộc chi Scytodes. Scytodes zamorano được miêu tả năm 2001 bởi Antonio D. Brescovit & Rheims.